# NGC 3800
NGC 3800 ist eine Balken-Spiralgalaxie vom Hubble-Typ SBb/P im Sternbild Löwe nördlich der Ekliptik. Sie ist schätzungsweise 145 Millionen Lichtjahre von der Milchstraße entfernt und hat einen Durchmesser von etwa 90.000 Lichtjahren. Gemeinsam mit NGC 3799 bildet sie das wechselwirkende Galaxienpaar ARP 83 oder KPG 296.
Halton Arp verzeichnete die Galaxie in seinem Katalog besonderer Galaxien aufgrund der dicht benachbarten  Galaxie. Diese Galaxie gehört zu der Klasse Spiralgalaxien mit einem großen Begleiter hoher Flächenhelligkeit auf einem Arm (Arp-Katalog).
Das Objekt wurde am 8. April 1784 von dem Astronomen Wilhelm Herschel entdeckt.

## NGC 3800-Gruppe (LGG 246)
| Galaxie   | Alternativname | Entfernung/Mio. Lj |
| --------- | -------------- | ------------------ |
| NGC 3800  | PGC 36197      | 145                |
| NGC 3768  | PGC 35968      | 153                |
| NGC 3790  | PGC 36167      | 150                |
| NGC 3799  | PGC 36193      | 145                |
| NGC 3801  | PGC 36200      | 145                |
| NGC 3802  | PGC 36203      | 146                |
| NGC 3806  | PGC 36231      | 154                |
| NGC 3827  | PGC 36361      | 138                |
| NGC 3853  | PGC 36535      | 145                |
| PGC 36195 | UGC 6631       | 155                |
| PGC 36294 | UGC 6653       | 141                |
| PGC 36342 | UGC 6666       | 135                |
| PGC 36433 | UGC 6687       | 140                |
| PGC 36929 | UGC 6794       | 152                |
| PGC 36181 | MCG +3-30-33   | 141                |
| PGC 36194 | MCG +3-30-38   | 137                |